# Fabián Estoyanoff
Fabián Larry Estoyanoff Poggio (Montevideo, 27 settembre 1982) è un ex calciatore uruguaiano con passaporto italiano, di ruolo attaccante.

## Palmarès

### Club

#### Competizioni nazionali
- Supercopa Uruguaya: 1

Peñarol: 2018